# Миколаївська районна рада (Львівська область)
Миколаївська райо́нна ра́да — орган місцевого самоврядування Миколаївського району Львівської області, з адміністративним центром в місті Миколаїв.

## Керівний склад ради

### V скликання
Дата обрання — 26 березня 2006 року
- Загальний склад ради: 54 депутати
- Голова — Созоник Василь Зіновійович, 1958 року народження, безпартійний[1]
- Заступник голови —
- Секретар —

### VI скликання
Дата обрання (на місцевих виборах 2010 року) - 31 жовтня 2010 року
- Загальний склад ради: 54 депутати
- Голова — Жила Ольга Володимирівна, 1957 року народження, освіта вища, член Всеукраїнського об'єднання «Свобода»[1]
- Заступник голови — Ясеницький Олег Степанович, 1959 року народження, член Політичної партії «Фронт змін»[2]
- Секретар — Лесик Наталія Володимирівна[3]

## Виконавчий апарат
- Керуючий справами - заступник голови районної ради: Папуга Ярослав Богданович
- Головний спеціаліст відділу організаційно-кадрової роботи районної ради: Майкут Ірина Анатоліївна
- Головний спеціаліст відділу організаційно-кадрової роботи районної ради: Левицький Остап Володимирович
- Завідувачка фінансово-господарського відділу районної ради: Федорчак Галина Олексіївна
- Головний спеціаліст фінансово-господарського відділу районної ради: Біляк Ольга Ярославівна
- Секретар голови районної ради: Лесик Наталія Володимирівна
- Радник голови районної ради: Микитка Олег Олегович

## Депутати
Результати місцевих виборів 2010 року за даними ЦВК
| № зп | № округу | Прізвище, ім'я, по батькові | Дата визнання обраним | Відомості про обраного депутата |
| ---- | -------- | --------------------------- | --------------------- | ------------------------------- |

## Газета «Громада»
«Громада» — народна газета Миколаївського району загальносуспільного напрямку. 
Засновники: трудовий колектив редакції, райдержадміністрація, районна рада. Виходить газета двічі на тиждень – вівторок, п’ятниця, відповідно на 4 та 8 полосах (1, 2 друк. арк.). Тираж на 1.03.2011 р. становить 2750 екз., в тому числі 2450 по передплаті. 
Основні рубрики газети: «Дні минають», «День за днем», «Новини», «Новини Львівщини», «Влада», «Райрада інформує», «РДА інформує», «Слово депутату», «Проблема», «Ситуація», «Є така думка», «Кримінальна хроніка», «Культура», «Здоров’я», «Спорт».
Редакція: 11 працюючих, з них 4 кореспонденти, головний випусковий, коректор.
Редактор — Леськів С.С.